# 成立学舎
成立學舎（せいりつがくしゃ）は、明治初期から半ばにかけて東京にあった教育機関。

## 概要
英語をもって主として教授し、今日の予備校の形態をとる上級学校進学を目的とする中等教育機関であったが、設立および廃止年月日は不明。

## 沿革
創立年は不明だが、1876年10月31日付けの読売新聞には神田・今川小路の成立学舎設立に伴う教員募集の掲載があり、1883年刊の『東京諸学校学則一覧』に大学予備門受験と英学を主旨とした学校として成立学舎（神田駿河台鈴木町）の掲載がある。もともと黒岩周六などの関係があつた私塾で、1883年に中原貞七が三崎亀之助より譲り受けた学校である。1885年（明治18年）、「常務之餘暇」に勉学する者のために速成を趣旨とする分校を四谷区四谷左内町（現・新宿区左内町）でも開いた。四谷分校は1888年時点ではは四谷東信濃町にあり、2年制の幼年科と4年制の青年科とがあった。女子教育にも力を入れ、1887年には神田駿河台に女子部を設立。1893年2月24日付けの読売新聞には「閉校　成立学舎男子部」の広告が掲載されている。女子部は成立女学校に改称し、1895年まで続いた。
神田駿河台に校舎を構えていた。主に第一高等中学校（当時の通称は一中、のちの一高）など旧制高等学校進学準備を旨とし、普通科に予科（1年）、本科（3年）、他に海軍兵学校受験科の3科を設けていた。
生徒数は800名を超え、教員には舎長で文学士の中原貞七を始め、W.D.コックス博士、言語学士イーストレーキ・ハイヨ夫人、理学士の阪井佐保、文学士の棚橋一郎、工学士の稲垣銓平、森山益夫、理学士の高島勝四郎など30名以上在籍した。英語学、数学、物理、化学、動植物学の科目が設けられ、専ら諸官立学校の受験のための教授を行った。四谷分校では、特に農林学校受験のための科目が置かれた。
大学生の学資稼ぎの今日でいうアルバイトが教師をし、設備は殺風景極まるものであったと当時成立學舎で一時受験英語を学んでいた夏目漱石は評していた。
当時の有名な進学予備校の一つに数えられていたが、英語を主とするところとして他に東京英語学校（日本中学）、共立学校（開成中学）、三田英学校（錦城学校尋常中学）、郁文館（郁文館中学）などが知られ、他に国民英学会や正則英語学校などがあった。ドイツ語では獨逸学協会学校、独逸学校や、森鷗外も独語を学んだ洋学・漢学を扱った進文学舎（進文学社）などがあった。進学予備校とは異なるがフランス語で教授する機関として中江兆民の仏学塾（のち明治半ばに廃校）、尺振八の英学塾である共立学舎などが有名であった。

## 舎長
校主を務めた中原貞七（1857年生まれ）は元盛岡藩士の子に生まれ、兄の中原雅郎が設立した盛岡洋学校で学んだのち、宮城外国語学校、仙台中学校、東京帝国大学予備門を経て、1883年に同大学文学部政治理財科を卒業後、東京駿河台の私立成立学舎を譲り受けてその舎長となった人物で、甥に化学者の田丸卓郎がいる。1887年には国家学会の役員として雑誌委員も務め、政教社の『日本人 (雑誌)』にも関わった。1889年の官報には、成立学舎の舎長・中原貞七が大津事件に遭った露国皇太子に見舞状を出したとある。1890年には第一回衆議院議員選挙に立候補するも落選。1891年（明治24年）の『地方生指針 東京遊学案内』 著・本富安四郎 には成立学舎の校主としてその名が見えるが、1895年（明治28年）のそれにはみられない。1892年4月より1897年2月まで旧制中学の山形県尋常中学（現・山形県立山形東高等学校）の校長を務め、翌1898年には島根県第二尋常中学(現・島根県立浜田高等学校)の校長に就任している。この間の1894年版には、神田三崎町の女子成立学校（成立学舎女子部から改称）の校主として名前の記載がある（校長は棚橋絢子）。1903年には大阪府立岸和田中学（現・大阪府立岸和田高等学校）の校長を、1913年には大阪府立八尾中学(現・大阪府立八尾高等学校)の校長を務めている。

## 所在地
- 東京府神田区駿河台鈴木町十三番地（現・神田駿河台2丁目9番地周辺）

## 主な関係者

### 在籍した生徒
- 日高真実 - 教育学者
- 黒岩涙香
- 夏目漱石
- 新渡戸稲造
- 太田達人 - 教育者
- 橋本左五郎
- 中川小十郎 - 教育者、文部官僚、京都法政学校創立者
- 佐藤友熊 - 内務官僚
- 町田忠治
- 一木喜徳郎
- 植村俊平
- 嘉悦孝 - 教育者、私立女子商業学校・嘉悦学園創立者 / 成立学舎女子部在籍
- 元田テイ - 元田作之進妻
- 井上準之助
- 戸川秋骨
- 野口遵
- 渋沢元治
- 芳沢謙吉
- 荒田武卿
- 岡喜七郎 - 内務官僚、警視総監

### 教師経験者
- 隈本有尚 - 後・修猷館初代・第4代館長、長崎高商初代校長
- 有賀長雄 - 当時大學生
- 三崎亀之助 - 同上
- 山田喜之助 - 同上
- 坪内雄蔵 - 成立学舎女子部教師[24]
- 土子金四郎 - 同上（後の横浜正金銀行重役）
- 棚橋絢子 - 同上
- 鈴木弘恭 - 同上
- 跡見玉枝 - 同上
- 井上円了 - 同上
- 今井哲太郎 - 同上
- 赤堀峯吉 - 同上（赤堀全子の曽祖父）